# Сонда (волость)
Сонда (ест. Sonda vald) — волость в Естонії, у складі повіту Іда-Вірумаа. Волосна адміністрація розташована в селищі Сонда.

## Розташування
Площа волості — 148,08 км², чисельність населення становить 811 осіб.
Адміністративний центр волості — сільське селище (ест. alevik) Сонда. Крім того, на території волості знаходяться ще селище Ерра і 9 сіл: Ваіну (Vainu), Вана-Сонда (Vana-Sonda), Варінурме (Varinurme), Ерра-Лііва (Erra-Liiva), Ілмасте (Ilmaste), Колйала (Koljala), Нюрі (Nüri), Сатсу (Satsu), Улйасте (Uljaste).